# 福田萌子
福田 萌子（ふくだ もえこ、1987年6月26日 - ）は、日本のモデル、タレントである。元DIVINE所属。

## 略歴
沖縄県那覇市出身。中学生の時からCF、スチール、ショーなどのモデルをこなす。映画番組『Cinema Paradiso』『PET FAN TV』のナビゲーターも務める。スポーツトラベラーとして活動し、ロードバイクを持って世界中を旅して回っている。トライアスロンハーフアイアンマン完走。
2010年、ミス・ユニバース・ジャパンで3位に入賞。同年、共立女子大学文芸学部を卒業。
2020年、恋愛リアリティ番組『バチェラー・ジャパン』の男女逆転版『バチェロレッテ・ジャパン』に、初代バチェロレッテとして出演。

## 人物
2021年12月、『arweb』のインタビューで、パートナーシップを結んだ男性がいることを明かした。その後、自身のSNSにパートナーであるマウンテンバイク選手の井手川直樹との写真をたびたび投稿。2022年8月1日には妊娠を発表した。
2023年1月12日に第1子出産を発表したが、同年9月5日、井手川とのパートナーシップを解消していることを発表した。

## 出演

### バラエティ
- 「バチェロレッテ・ジャパン」（Amazonプライム・ビデオ、2020年10月9日-2020年10月30日、4回）[10]
- 特命ぺこぱ（dTV、2021年8月23日）[11]
- グータンヌーボ2（2021年7月14日、関西テレビ）[12]
- アウト×デラックス（2021年5月13日、フジテレビ）[13]
- それ見たいですマッチ!（2021年4月17日、テレビ朝日）[14]
- 1Hセンス（2021年3月28日、フジテレビ）[15]
- アベプラ MC:ひろゆきさん（2021年3月5日、Abema）
- ダウンタウンDX（2021年2月25日、読売テレビ）[16]
- 幸せ!ボンビーガール（2021年2月9日、日本テレビ）[17]
- バリバラ（2021年1月21日、NHK大阪放送局）[18]
- つぶし合いクイズ!悪意の矢（2021年1月18日、日本テレビ）[19]
- アウト×デラックス（2021年1月14日、フジテレビ)[20]
- 今夜くらべてみました 3時間SP（2020年12月23日、日本テレビ)[21]
- メレンゲの気持ち（2020年12月5日、日本テレビ）[22]
- ヒルナンデス! モーニングルーティーン企画（2020年11月24日、日本テレビ）[23]
- 良かれと思って!（フジテレビ）
- 超人女子（テレビ朝日）[24]
- 踊る!さんま御殿!!（日本テレビ）[25]
- サンバリュ枠グレート★パパラッチ（日本テレビ）
- ちょっとザワつくイメージ調査もしかしてズレてる?」（関西テレビ）
- モデルプレスTV」（ひかりTV）
- チネマパラリーゾ」ナビゲーター（琉球朝日放送）
- ありがとッ！（テレビ神奈川）
- シャキット!（千葉テレビ）
- ゆがふぅふぅ
- ゲラ×ゲラすたいる
- 新春!oh笑い O-1グランプリ
- 上田と女が吠える夜（2023年1月11日、日本テレビ）
- ネットシネマ.tv『東京自転車物語』出演（2004年）

### ラジオ
- J-WAVE「ETHICAL WAVE」(2021年8月7日)
- TBSラジオ「スナックSDGs powered by みんな電力」(2021年7月25日)
- InterFM897 表参道 Ao presents Oshare Life (2020年12月3日)
- 文化放送 Society5.0 香格里拉(2020年12月20日)
- J-WAVE「RADIO DONUTS」内の 「RICEFORCE BE YOURSELF」(2020年12月19日)
- TOKYOFM LACOCO prezents LOVE Myself(2020年12月5日)
- しずる村上のWALK THIS 麺（2020年11月22日[26] - 2020年11月29日、Audee）

### TVCM
- ABCマート「adidas mana bounce knit」
- ネスカフェ バリスタ アンバサダー
- ケンタッキーフライドチキン「香るゆず辛チキン」
- Disney Store ユニベアシティ（UniBEARsity）
- コンピレーションアルバム『Beautiful Woman』

### グラフィック
- Festariaタブロイド紙
- 東京都自転車安全キャンペーンモデル
- 資生堂ANESSA（Facebook内広告）
- DoCoMo dtv
- DANSKIN ヨガウェア 2014 FALL COLLECTION
- JAL機内用「日本達人」第13･第14･第15（表紙&特集）
- STACCATO
- サヤン・テラスHOTEL&RESORT WEDDING モデル（新婦役）
- サヤン・テラスHOTEL&RESORT（彼女役）
- ホテルカターラ（彼女役）
- ウイダーin ゼリー BEAUTY・ION kesho
- 『世界一の美女の創りかた』マガジンハウス

### ショー
- FOXデジグアルファッションショー
- Creative Hair collection 2016
- 資生堂 school fashion show
- 未来想像展 2016 （東京モード学園ファッションショー）
- FACo（福岡アジアコレクション）
- Creative Hair collection 2015
- シュワルツコフヘアーショー in ドイツ
- IFF Fashion Show
- 中国コレクション YOKAN&KAMISHIMA CHINAM
- IMモードファッションショー
- TONI&GUY
- “表参道コレクション”&“Future’s Rode” etc...

### 雑誌
- GLITTER（トランスメディア）
- humming birds（アウトサイダーズ）
- サイクルスポーツ（エイ出版社）
- Women’s Health（ハースト婦人画報社）

### アンバサダー
- アディダス アンバサダー
- カリフォルニアアーモンドジャパン アンバサダー

### モデル
- 『ビューティフル・ウーマン』2010年6月2日発売 UICZ-1350 ジャケット[4]

### ドラマ
- 『ハルサーエイカー』主人公：田畑愛 役（沖縄テレビ放送）
- 『ハルサーエイカー2』（沖縄テレビ）
- 『東京ヴァンパイアホテル』（園子温、Amazon Prime Video）

### 映画
- 『ニービチの条件 Mother of the groom』（2012年）